# فريدريك ونايت
فريدريك ونايت (بالإنجليزية: Frederick Knight)‏ هو منتج أسطوانات ومغن مؤلف ومغني أمريكي، ولد في 15 أغسطس 1944 في برمنغهام في الولايات المتحدة.

## وصلات خارجية
- فريدريك ونايت على موقع IMDb (الإنجليزية)
- فريدريك ونايت على موقع ميوزك برينز (الإنجليزية)
- فريدريك ونايت على موقع ديسكوغز (الإنجليزية)